# Walter Escobar
Walter Escobar (Lima, Perú; 26 de enero de 1949 - 9 de octubre de 2016) fue un futbolista peruano. Desempeñó como extremo izquierdo en diversos clubes peruanos y fue campeón nacional en tres oportunidades.

## Trayectoria
Fue un futbolista que se inició en el León de Huánuco, para luego ser campeón nacional con tres clubes distintos: con el Club Atlético Defensor Lima, en el Campeonato Descentralizado 1973, después con el Club Sport Unión Huaral en el Campeonato Descentralizado 1976, y finalmente campeón con el Club Alianza Lima en el Campeonato Descentralizado 1978 También fue parte de la Selección de fútbol del Perú en 1977 y 1978.

## Clubes
| Club                        | País  | Año       | PJ  | Goles |
| --------------------------- | ----- | --------- | --- | ----- |
| León de Huánuco             | Perú  | 1967      |     |       |
| Centro Iqueño               | Perú  | 1968      | 19  | 2     |
| Atlético Deportivo Olímpico | Perú  | 1969-1971 | 61  | 15    |
| Defensor Lima               | Perú  | 1972-1973 | 22  | 3     |
| Unión Huaral                | Perú  | 1974-1977 | 83  | 36    |
| Alianza Lima                | Perú  | 1978      | 10  | 1     |
| Atlético Chalaco            | Perú  | 1979-1980 | 47  | 11    |
| Universitario de Deportes   | Perú  | 1981      | 35  | 6     |
| Asociación Deportiva Tarma  | Perú  | 1982-1983 | 28  | 9     |
| Huancayo Sporting Club      | Perú  | 1984      | 12  | 3     |
| Deportivo Pucallpa          | Perú  | 1985      |     |       |
| Total                       | Total | Total     | 317 | 86    |

## Palmarés

#### Campeonatos nacionales
| Título                    | Club                        | País | Año                             |
| ------------------------- | --------------------------- | ---- | ------------------------------- |
| Primera División del Perú | Club Atlético Defensor Lima | Perú | Campeonato Descentralizado 1973 |
| Primera División del Perú | Club Sport Unión Huaral     | Perú | Campeonato Descentralizado 1976 |
| Primera División del Perú | Club Alianza Lima           | Perú | Campeonato Descentralizado 1978 |